# Lan de secară
Lan de secară (în rusă Рожь, transliterat: Roj - Secară) sau Câmp de secară este o pictură în ulei realizată de pictorul rus Ivan Șișkin. Această operă a fost realizată în baza schiței în creion a unui câmp de secară desenată în timpul unei călătorii cu fiica autorul din 1877, în apropierea satului Lekarevo din gubernia Viatsk (în prezent în raionul Ielabuga, Republica Tatarstan, Federația Rusă).
Asemeni multor lucrări ale sale, această lucrare prezintă peisaj rural din ținutul natal al lui Ivan Șișkin, originar din orașul Ielabuga. Pictura include două elemente comune din opera lui Șișkin: pini și un drum care continuă spre orizont. Înfățișează un câmp de secară galbenă coaptă, întretăiat de pini plantați de-a lungul unui drum de țară care se află sub un cer albastru și înnourat în îndepărtare.

## Lucrări asemănătoare

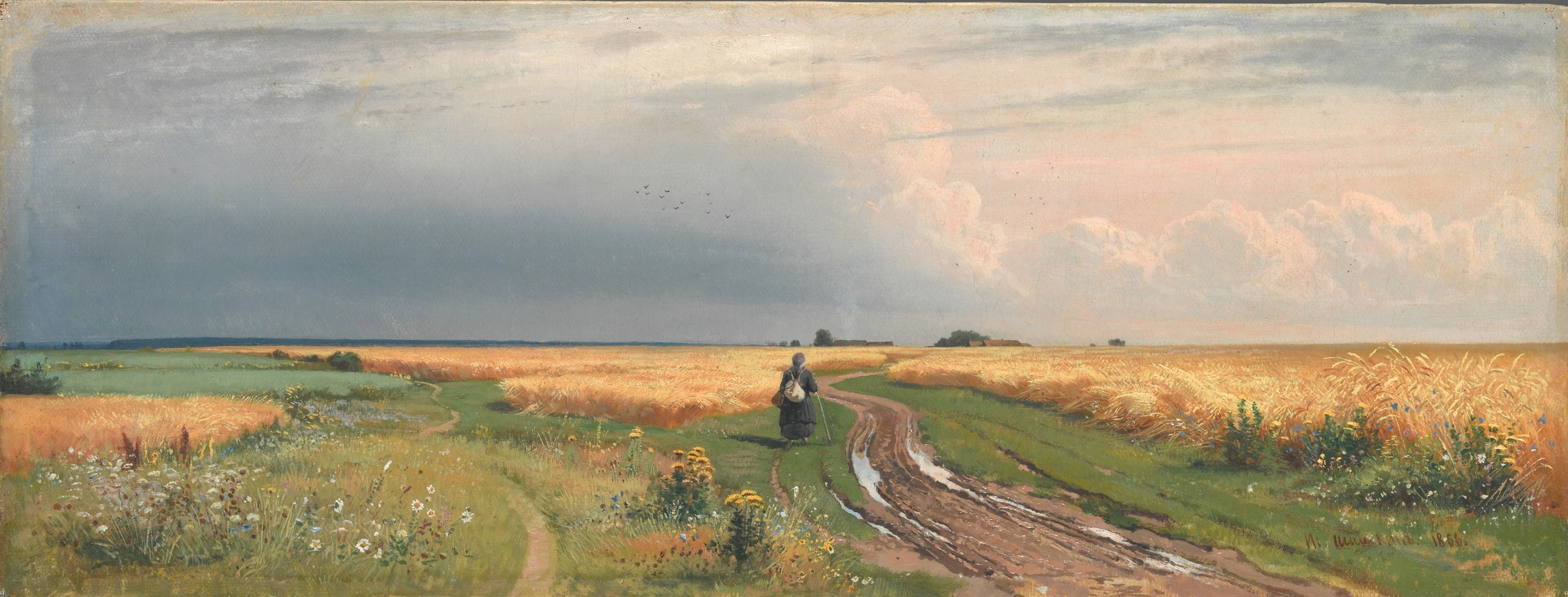
Дорога во ржи (Drum prin secară), 1866
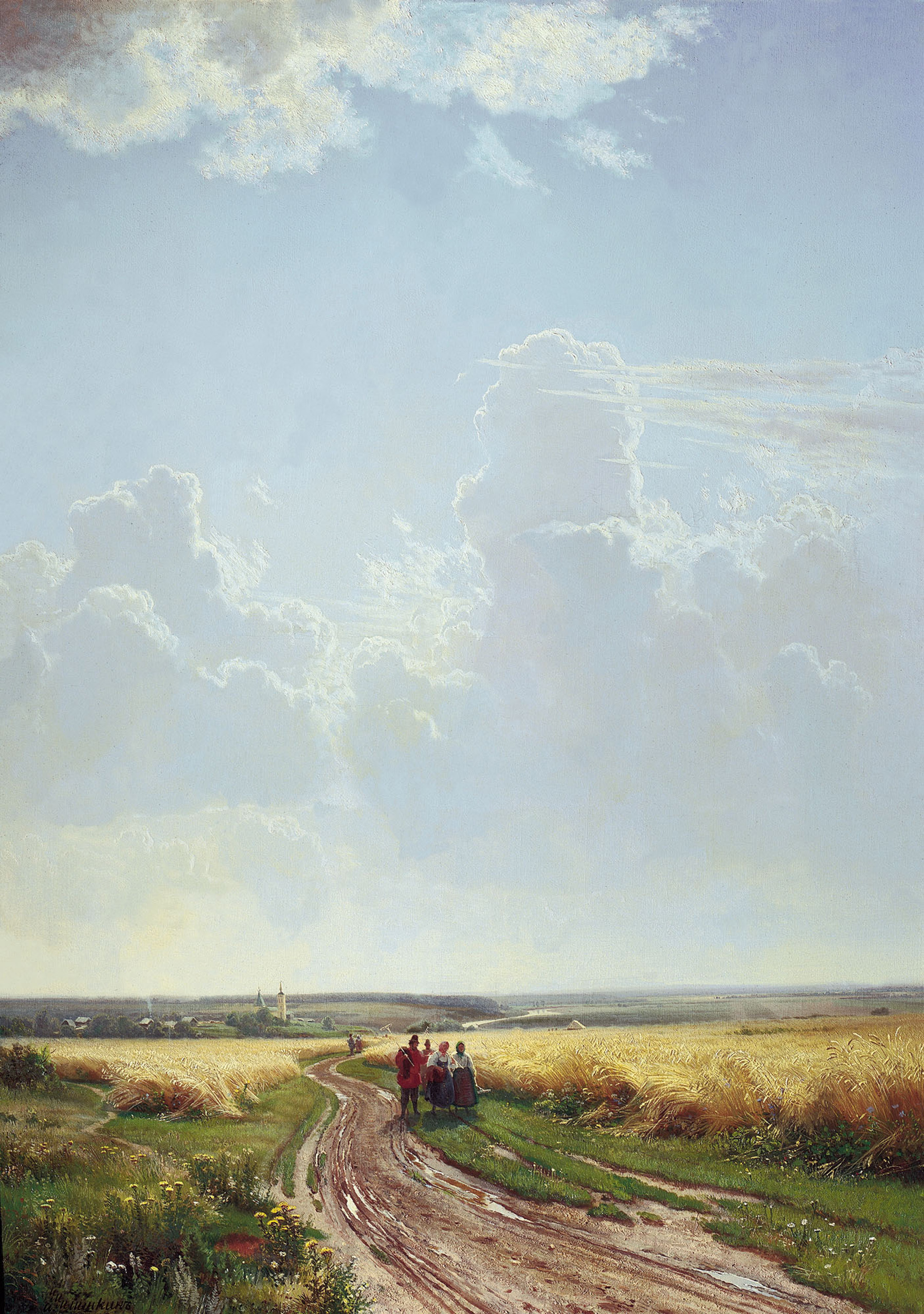
Полдень. В окрестностях Москвы (Amiază. În preajma Moscovei), 1869